# Partidos políticos de Noruega
Noruega tiene un sistema multipartidista con numerosos partidos políticos, en el que ningún partido puede obtener fácilmente la mayoría de los 169 escaños legislativos. Los partidos pueden cooperar para formar gobiernos de coalición.

## Historia

### 1884-1905
El partido político más antiguo de Noruega es el partido liberal Venstre, que se formó en 1884. Poco después, se fundó el Partido Conservador en la oposición. La principal división política en ese momento fue el tema del parlamentarismo, con los liberales a favor y los conservadores en contra. Hasta 1903, Noruega era, para todos los efectos, un sistema bipartidista; puesto que el pequeño Partido Liberal Moderado se unió a los Conservadores en una coalición electoral permanente de facto a partir de las elecciones de 1881.

### 1905-1945
Durante los primeros años del siglo XX se produjeron importantes cambios electorales. En 1903, el izquierdista Partido Laborista ganó sus primeros 5 diputados, después de haber logrado el 10 % del voto nacional. Para las elecciones de 1921, el antiguo sistema de distritos uninominales de dos rondas fue reemplazado por representación proporcional, permitiendo mayores ganancias para partidos medianos como el Laborista y el Partido de los Agricultores, que se habían formado el año anterior. En 1927, los laboristas saltaron al primer lugar a nivel nacional, puesto que ha ocupado en todas las elecciones desde entonces. En 1928, formaron su primer gobierno, poniendo fin a décadas de traspasos de poder entre liberales y conservadores. Sin embargo, este gobierno, encabezado por Christopher Hornsrud duró apenas 18 días. El Partido de los Agricultores siguió su ejemplo y ocupó el gobierno brevemente de 1931 a 1933, bajo Peder Kolstad y Jens Hundseid. A pesar del surgimiento de partidos que antes eran pequeños, los liberales y conservadores conservaron su importancia, con Johan Ludwig Mowinckel (1933-1935) como el último primer ministro liberal hasta la fecha. Con el inicio de la Segunda Guerra Mundial, Johan Nygaardsvold del Partido Laborista se desempeñó como primer ministro de jure durante una década, de 1935 a 1945.
Durante la ocupación nazi de Noruega, la oposición política al régimen colaboracionista de Vidkun Quisling y el partido Nasjonal Samling fue silenciada y perseguida. El gobierno de Nygaardsvold se exilió en Londres en 1940 y no regresó hasta 1945.

### 1945-2001
Desde las primeras elecciones de la posguerra en 1945 hasta las elecciones de 1961, el Partido Laborista obtuvo la mayoría absoluta en el parlamento y su líder, Einar Gerhardsen, ocupó el cargo de primer ministro durante un total de 17 años y 17 días. Durante la mayor parte de este período, Noruega fue considerada en general como un sistema con un partido dominante, con la oposición dividida, formada por liberales, conservadores, centristas, demócratas cristianos y ocasionalmente comunistas, incapaces de igualar a los laboristas. Fue por primera vez en 1963, a raíz del asunto Kings Bay, que el conservador John Lyng pudo tomar el poder con el apoyo de otros grupos no socialistas. Con el declive gradual del Partido Laborista, figuras de la oposición como Per Borten (centrista), Lars Korvald (demócrata cristiano) y Kåre Willoch se desempeñaron como primeros ministros en varios momentos durante la segunda mitad del siglo XX. En 1973 se vio la aparición de partidos antisistema como el Partido de Anders Lange y la Liga Electoral Socialista, que más tarde se convertirían en el derechista Partido del Progreso y el Partido de la Izquierda Socialista, respectivamente. Ambos grupos permanecieron relativamente aislados en la escena política durante las décadas siguientes; la Izquierda Socialista no entró en el gobierno antes de 2005, mientras que el Partido del Progreso no estuvo incluido en un pacto de centroderecha hasta 2013.

### 2001-actualidad
Las elecciones parlamentarias de 2001 vieron el colapso de la tradicional y constante ventaja del Partido Laborista sobre los partidos no socialistas; obtuvieron un mero 24 % de los votos, una pérdida de 11 puntos, contra el 21 % de los conservadores de Jan Petersen. El gobierno de corta duranción de Stoltenberg, un gobierno laborista en el cargo desde 2000, renunció a favor de una coalición de centro-derecha de liberales, conservadores y demócratas cristianos, encabezada por Kjell Magne Bondevik, líder de este último. Después de las elecciones de 2005, la coalición roji-verde de centro izquierda obtuvo la mayoría en el parlamento, con Jens Stoltenberg regresando como primer ministro y manteniendo el cargo hasta 2013. Luego de las elecciones de 2013, el bloque de centroderecha obtuvo el gobierno liderado por Erna Solberg y obtuvo un segundo mandato en las elecciones de 2017.
La elección más reciente proporcionó, al bloque de centroizquierda, liderado por el laborista Jonas Gahr Støre, una mayoría parlamentaria con 100 de los 169 escaños en el parlamento. Él conformó un gobierno en minoría, junto al Partido de Centro de Trygve Slagsvold Vedum, que asumió el 14 de octubre de 2021.

## Partidos políticos con representación
| Nombre | Nombre | Nombre                                                       | Fundación | Ideología                    | Líder                  | Storting | Consejos de Condado | Concejeros municipales |
| ------ | ------ | ------------------------------------------------------------ | --------- | ---------------------------- | ---------------------- | -------- | ------------------- | ---------------------- |
|        | Ap     | Partido Laborista Arbeiderpartiet                            | 1887      | Socialdemocracia             | Jonas Gahr Støre       | 48/169   | 148/574             | 2583/9344              |
|        | H      | Partido Conservador Høyre                                    | 1884      | Conservadurismo liberal      | Erna Solberg           | 36/169   | 107/574             | 1488/9344              |
|        | Sp     | Partido de Centro Senterpartiet                              | 1920      | Agrarismo nórdico            | Trygve Slagsvold Vedum | 28/169   | 106/574             | 2265/9344              |
|        | Frp    | Partido del Progreso Fremskrittspartiet                      | 1973      | Conservadurismo nacionalista | Sylvi Listhaug         | 21/169   | 55/574              | 701/9344               |
|        | SV     | Partido de la Izquierda Socialista Sosialistisk Venstreparti | 1975      | Socialismo democrático       | Audun Lysbakken        | 13/169   | 34/574              | 459/9344               |
|        | R      | Partido Rojo Rødt                                            | 2007      | Socialismo                   | Bjørnar Moxnes         | 8/169    | 20/574              | 193/9344               |
|        | V      | Partido Liberal Venstre                                      | 1884      | Socioliberalismo             | Guri Melby             | 8/169    | 16/574              | 264/9344               |
|        | MdG    | Partido Verde Miljøpartiet de Grønne                         | 1988      | Política verde               | Une Aina Bastholm      | 3/169    | 36/574              | 310/9344               |
|        | KrF    | Partido Demócrata Cristiano Kristelig Folkeparti             | 1933      | Democracia cristiana         | Olaug Vervik Bollestad | 3/169    | 25/574              | 411/9344               |
|        | PF     | Enfoque en el Paciente Pasientfokus                          | 2021      | Política de un solo tema     | Irene Ojala            | 1/169    | 0/574               | 0/9344                 |

## Partidos sin representación
| Nombre                                                  | Fundación | Ideología                                      | Líder                                              |
| ------------------------------------------------------- | --------- | ---------------------------------------------- | -------------------------------------------------- |
| Partido de los Pensionistas Pensjonistpartiet           | 1985      | Intereses de los pensionistas                  | Einar Lonstad                                      |
| Los Cristianos Partiet De Kristne                       | 2011      | Derecha cristiana                              | Erik Selle                                         |
| Partido de la Salud Helsepartiet                        | 2016      | Política sanitaria                             | Lise Askvik                                        |
| Partido Capitalista Liberalistene                       | 2014      | Liberalismo clásico, Laissez-faire             | Ronny Skjæveland                                   |
| Los Demócratas en Noruega Demokratene i Norge           | 2002      | Populismo de derecha, Nacional conservadurismo | Terje Svendsen                                     |
| Partido Pirata Piratpartiet                             | 2012      | Políticas pirata                               | Tale Haukbjørk Østrådal                            |
| Partido Costero Kystpartiet                             | 1999      | Regionalismo                                   | Bengt Stabrun Johansen                             |
| Iniciativa Feminista Feministisk Initiativ              | 2015      | Feminismo radical                              | Cathrine Linn Kristiansen, Sunniva Schultze-Florey |
| Partido Comunista de Noruega Norges Kommunistiske Parti | 1903      | Marxismo–Leninismo                             | Runa Evensen                                       |
| Partido Sociedad Samfunnspartiet                        | 1985      | Anarquismo                                     | Bjørn Dahl                                         |
| Federación Popular de los Saami Samenes Folkeforbund    | 1993      | Intereses de las minorías Sami                 | Liv O Slettli                                      |
| Partido Popular Sami Samefolkets Parti                  | 1999      | Intereses de los Sami                          | Birger Randulf Nymo                                |